# 橋本健午
橋本 健午（はしもと けんご、1942年6月20日 - 2021年2月14日）は、ノンフィクション作家。筆名・本橋 游（もとはし ゆう）。
日本エディタースクール講師など務めた。

## 生涯
大連生まれ。高槻中学校・高等学校を経て1966年早稲田大学第一文学部露文学専修卒業。梶山季之の助手となり、1969年季節社創立とともに役員となるが、1975年梶山の死去で退社。
その後日刊ゲンダイに入社、1977年退社、新聞・雑誌記者を経て、1982年日本雑誌協会に勤務。1995年退職。

## 著書
- 『マルコ・ポーロの冒険 上巻 (大いなる旅立ち)』本橋游文・構成 勁文社 1979.6.エコーPS文庫
- 『父は祖国を売ったか もう一つの日韓関係』日本経済評論社 1982
- 『らくらく文章ゼミナール』本橋游 明日香出版社 1983
- 『実践短文の書き方 200字で過不足なく伝えるコツ』本橋游 日本能率協会マネジメントセンター 1993
- 『梶山季之　20世紀の群像』日本経済評論社 1997
- 『バーコードへの挑戦 浅野恭右とその時代 20世紀の群像』日本経済評論社 1998
- 『わかりやすい仕事文を書く 200字で過不足なく表現できる 今、求められるビジネスの基本』明日香出版社 1998
- 『雑誌出版ガイドブック』日本エディタースクール出版部 2000
- 『会社や職場で必要とされる言葉づかいとマナーが3時間でマスターできる本』明日香出版社 2001
- 『有害図書と青少年問題 大人のオモチャだった"青少年"』明石書店 2002
- 『『戰線文庫』解説』日本出版社 2005
- 『発禁・わいせつ・知る権利と規制の変遷 出版年表』出版メディアパル 本の未来を考える 2005

### 共著
- 『熱球のポジション "日米大学野球"の青春譜』上田偉史共著 情報センター出版局 1980
- 『どんな感字こんな漢字 漢字博士へ挑戦しよう』坂田稔,本橋游著 評伝社 1988